# Gyula Benczúr

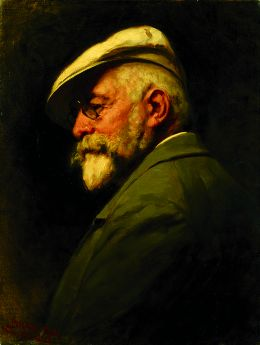
Gyula Benczúr: Självporträtt 1917

Gyula Benczúr, född den 28 januari 1844 in Nyíregyháza, död den 16 juli 1920 i Dolány, var en ungersk historie- och porträttmålare.
Benczúr studerade vid akademien i München hos Karl von Piloty. Han målade stora historiska och genremålningar och blev den ungerska aristokratins mest använde porträttmålare. År 1883 blev han lärare vid och 1901 direktör för konstakademien i Budapest.